# Блохин, Николай Александрович

Николай Александрович Блохи́н (1902, Костромская губерния — 1958) — советский инженер-металлург. Трижды лауреат Сталинской премии (1941, 1943, 1949).

## Биография
Родился в 1902 году в Костромской губернии. Младший брат геолога А. А. Блохина.
Закончил МГА (учился в одной группе с А. А. Фадеевым и И. Ф. Тевосяном), вместе с ними жил в общежитии. Во время обучения, в 1926 году был комендантом общежития № 2 МГА в Первом Хвостовом переулке, 3. В 1925 году был секретарём предметной комиссии горного дела и маркшейдерско-геодезической предметной комиссии, членом совета металлургического факультета МГА от студентов.
Работал на заводе «Электросталь», последняя должность — главный инженер.
С 1939 года — главный инженер, с 1947 года — начальник Главспецстали НКЧМ СССР.
С 1952 года по болезни (тяжёлая форма гипертонии) переведён на должность консультанта МЧМ СССР. Был главным консультантом А. Фадеева при работе над романом «Тяжёлая металлургия».
Похоронен на Новодевичьем кладбище.

## Награды и премии
- Сталинская премия II степени (14 марта 1941) — за изобретение стали марки ЭИ-75, марки ЭИ-262, марки ЭИ-184
- Сталинская премия I степени (1943) — за разработку и внедрение в производство новой технологии выплавки стали для военной промышленности
- Сталинская премия I степени (1949) — за разработку технологии производства жаропрочного сплава